# Дмитрий Святославич (князь юрьевский)
Дмитрий (Димитрий) Святославич (до 1228 — 1269) — князь Юрьевский в 1252—1267 годах, единственный сын великого князя Владимирского Святослава Всеволодовича от брака с муромской княжной Евдокией Давыдовной. Происходил из юрьевской ветви владимирско-суздальских князей из династии Мономашичей.

## Биография
О биографии Дмитрия известно мало. Он родился до 1228 года, когда его мать, муромская княжна Евдокия Давыдовна, постриглась в монастырь. Впервые в летописях он упомянут в 1238 году среди князей, которые выжили после Батыева нашествия на Русь. По предположению жития князей Юрьевских Дмитрий и его отец не пострадали, поскольку «с прочими князи бывши в то время в Великом Новгороде у брата своего князя Ярослава Всеволодовича».
Отец Дмитрия, Святослав Всеволодович, в 1246 году стал великим князем Владимирским, но в 1248 году был выгнан с великокняжеского стола племянником, Михаилом Хоробритом, удалившись, вероятно, в Юрьевское княжество. В 1250 году Святослав, отправился в Орду, в этой поездке его сопровождал Дмитрий. А. В. Экземплярский полагает, что целью поездки было возвращение великокняжеского стола. Однако В. А. Кучкин сомневался в том, что Святослав через 2 года после смещения поехал именно за восстановление на великокняжеском престоле, по его мнению, основной целью Святослава было утверждение за ним и его сыном Юрьевского удела.
Святослав умер в 1252 году. Дмитрий упоминается как князь Юрьевский дважды. 1255 году он участвовал в походе великого князя Александра Ярославича Невского против новгородцев, выгнавших Василия Александровича, сына великого князя. В 1267 году Дмитрий постригся в монастырь, пострижение осуществлял ростовский епископ Игнатий.
Дмитрий умер в 1269 году и был похоронен в соборе Архангельского монастыря Юрьева:«В лета 6777. Преставися князь Дмитрей, сын Святослав, внук Всеволода великого, постригся в черньцы и в схиму от епископа Ростовского Игнатия, ту сущу князю Глебу и матери его Марии, седящим у него, оному уже язык связался, та же воззре на епископа Игнатия рече: «господине владыко, исполни бог труд твои в царствии небеснем, се подкрутил мя еси на долгии путь вечна воина истинному царю Христу богу нашему». И по сем предаст душу свою, и погребоша его в монастыри святого Михаила в Юрьеве». 

## Церковное почитание
Не позднее XVII века началось почитание князей Юрьевских — Святослава Всеволодовича и его сына Дмитрия. Память Дмитрия отмечалась в Юрьеве-Польском 3 (16) февраля, его мощи находились в гробнице в Георгиевском соборе. В ризнице собора хранилась рукопись XVII века, озаглавленная «Месяца февруария в 3 день. Сказание вкратце о житии и пребывании святого благоверного князя Святослава, нареченного в крещении Гавриила, Всеволодовича и сына его Димитрия, иже во граде Юрьеве-Польском». Судьба мощей Дмитрия неизвестна, гробницы Дмитрия и Святослава после 1917 года были уничтожены. В конце XX века церковное почитание Дмитрия возобновилось, а его имя в 1981 году было включено в Собор Владимирских святых.

## Брак и дети
Имя жены Дмитрия неизвестно, о его детях в летописях не упоминается. После смерти Дмитрия упоминания о юрьевских князьях исчезают на 70 лет, только в 1340 году упоминается князь Юрьевский Ярослав Иванович. Н. М. Карамзин предположил, что Ярослав был потомком Святослава Всеволодовича. По мнению историка А. В. Экземплярского, Ярослав Иванович был внуком Дмитрия, и, соответственно, Дмитрий имел сына по имени Иван, который управлял Юрьевским уделом после смерти отца.